# Beverley Cressman
Beverley Cressman (* Vereinigtes Königreich) ist eine britische Schauspielerin.

## Karriere
Ihre erste Hauptrolle hatte Cressman 1995 als Kate Lethbridge-Stewart in dem Reeltime Pictures Film und Doctor Who Ableger Downtime. Weitere Hauptrollen in dem Film spielten Nicholas Courtney und Elisabeth Sladen. 1999 war Cressman als Fahrschullehrerin in der Kinderserie Grange Hill zu sehen. Im selben Jahr hatte sie einen Auftritt als Debbie Hunter in der Fernsehserie Pig Heart Boy. 2004 war Cressman erneut als Kate Lethbridge-Stewart in dem Film Dæmos Rising zu sehen. In diesem Film spielte auch ihr Ehemann Miles Richardson eine der Hauptrollen. Die Rolle der Kate Lethbridge-Stewart wurde Jahre später auch in die reguläre Doctor Who Fernsehserie aufgenommen. Dort wurde Kate von Jemma Redgrave gespielt. Cressman arbeitete auch als Synchronsprecherin und QVC Moderatorin. Außerdem war sie als Clarissa Jones in dem Big Finish Hörspiel Death and the Daleks und als Doctor Carnive in The Mirror Effect zu hören. 2018 wurde angekündigt, dass Cressman ihre Rolle der Kate Steward erneut in dem Reeltime Film Anomaly spielen soll.

## Privatleben
1994 heiratete Cressman Miles Richardson. Im Jahr 2005 hatte das Paar zwei gemeinsame Söhne. 2009 trennte sich das Paar. Im August 2015 lebte Cressman in Warwickshire. Dort wohnte sie mit ihren drei Söhnen.

## Filmografie
- 1995: Downtime
- 1999: Grange Hill (Fernsehserie, 1 Folge)
- 1999: Pig Heart Boy (Fernsehserie, 1 Folge)
- 2001: Rex the Runt (Fernsehserie, 1 Folge)
- 2004: Dæmos Rising
- 2013: Ian Levine: Downtime Redux

## Hörspiele
| Jahr | Titel                | Rolle           | Serie                            |
| ---- | -------------------- | --------------- | -------------------------------- |
| 2003 | The Mirror Effect    | Doctor Carnivel | Bernice Summerfield (Big Finish) |
| 2004 | Death and the Daleks | Clarissa Jones  | Bernice Summerfield              |